# Burów
Burów – wieś w Polsce, położona w województwie małopolskim, w powiecie krakowskim, w gminie Zabierzów.
W roku 2021 we wsi mieszkało 500 osób, z czego 50,6% stanowiły kobiety, a 49,4% mężczyźni
| SIMC    | Nazwa      | Rodzaj    |
| ------- | ---------- | --------- |
| 0343728 | Grzybów    | część wsi |
| 0343734 | Winna Góra | część wsi |

W latach 1975–1998 miejscowość administracyjnie należała do województwa krakowskiego.
Do Burowa dojeżdża autobus aglomeracyjny 218 kursujący na trasie Bronowice Małe – Zabierzów Młyn